# Olympische Sommerspiele 2008/Softball
Bei den XXIX. Olympischen Sommerspielen 2008 in Peking wurde ein Wettbewerb im Softball ausgetragen. Am Turnier der Frauen nahmen acht Mannschaften teil. Jedes Land durfte maximal eine Mannschaft zu je 15 Spielerinnen aufstellen, daraus ergab sich eine Gesamtzahl von 120 teilnehmenden Athletinnen bei diesem Wettbewerb. Das Internationale Olympische Komitee hat sich entschieden, Softball aus dem Programm der Olympischen Sommerspiele 2012 zu nehmen. Somit wurde diese Sportart vorläufig das letzte Mal bei Olympischen Spielen ausgetragen. Seit den Olympischen Sommerspielen 2020 ist es wieder eine offizielle olympische Disziplin.

## Qualifikation
Neben der Volksrepublik China, dem Gastgeber, hatten sich die vier bestplatzierten Mannschaften bei der Weltmeisterschaft 2006 sowie jeweils der Sieger bei den drei Kontinentalmeisterschaften in Amerika, Asien/Ozeanien und Europa/Afrika für den olympischen Wettbewerb qualifiziert. Folgende Mannschaften schafften die Qualifikation:
| - Volksrepublik China - Kanada | - Vereinigte Staaten - Niederlande | - Japan - Taiwan | - Australien - Venezuela |

### Weltmeisterschaft
Vom 27. August 2006 bis zum 5. September 2006 fand in der chinesischen Hauptstadt Peking die Weltmeisterschaft mit 16 Mannschaften statt. Von diesen qualifizierten sich vier direkt für den Wettbewerb in Peking. Alle Spiele wurden in dem Stadion „Fengtai“, auf zwei verschiedenen Spielfeldern ausgetragen.

#### Vorrunde

##### Gruppe A
In Gruppe A qualifizierten sich nach 28 Spielen die Mannschaften aus den Vereinigten Staaten, der Volksrepublik China, Kanada und Italien. Die anderen vier Mannschaften konnten nicht in die nächste Runde einziehen.
| Spiel | Datum                 | Stadion         | Begegnung              | Begegnung | Begegnung              | Ergebnis |
| ----- | --------------------- | --------------- | ---------------------- | --------- | ---------------------- | -------- |
| 1     | 27.08.2006, 10:00 Uhr | Fengtai, Feld 1 | Volksrepublik China    | -         | Vereinigtes Königreich | 10:0     |
| 2     | 27.08.2006, 10:30 Uhr | Fengtai, Feld 2 | Südafrika              | -         | Nordkorea              | 00:03    |
| 4     | 27.08.2006, 13:00 Uhr | Fengtai, Feld 2 | Neuseeland             | -         | Kanada                 | 00:09    |
| 5     | 27.08.2006, 15:00 Uhr | Fengtai, Feld 1 | Vereinigte Staaten     | -         | Italien                | 06:01    |
| 11    | 28.08.2006, 12:30 Uhr | Fengtai, Feld 1 | Vereinigte Staaten     | -         | Nordkorea              | 07:0     |
| 12    | 28.08.2006, 13:00 Uhr | Fengtai, Feld 2 | Kanada                 | -         | Vereinigtes Königreich | 05:01    |
| 14    | 28.08.2006, 15:30 Uhr | Fengtai, Feld 2 | Südafrika              | -         | Neuseeland             | 00:02    |
| 15    | 28.08.2006, 17:30 Uhr | Fengtai, Feld 1 | Volksrepublik China    | -         | Italien                | 03:01    |
| 19    | 29.08.2006, 12:30 Uhr | Fengtai, Feld 1 | Volksrepublik China    | -         | Nordkorea              | 02:0     |
| 20    | 29.08.2006, 13:00 Uhr | Fengtai, Feld 2 | Vereinigtes Königreich | -         | Südafrika              | 04:0     |
| 21    | 29.08.2006, 15:00 Uhr | Fengtai, Feld 1 | Kanada                 | -         | Vereinigte Staaten     | 00:04    |
| 24    | 29.08.2006, 19:30 Uhr | Fengtai, Feld 2 | Neuseeland             | -         | Italien                | 01:0     |
| 27    | 30.08.2006, 12:30 Uhr | Fengtai, Feld 1 | Volksrepublik China    | -         | Neuseeland             | 06:0     |
| 29    | 30.08.2006, 15:00 Uhr | Fengtai, Feld 1 | Vereinigte Staaten     | -         | Vereinigtes Königreich | 07:0     |
| 30    | 30.08.2006, 15:30 Uhr | Fengtai, Feld 2 | Südafrika              | -         | Italien                | 02:06    |
| 32    | 30.08.2006, 19:30 Uhr | Fengtai, Feld 2 | Kanada                 | -         | Nordkorea              | 02:0     |
| 34    | 31.08.2006, 10:30 Uhr | Fengtai, Feld 2 | Vereinigte Staaten     | -         | Neuseeland             | 15:0     |
| 35    | 31.08.2006, 12:30 Uhr | Fengtai, Feld 1 | Volksrepublik China    | -         | Südafrika              | 12:0     |
| 36    | 31.08.2006, 13:00 Uhr | Fengtai, Feld 2 | Italien                | -         | Kanada                 | 00:01    |
| 40    | 31.08.2006, 19:00 Uhr | Fengtai, Feld 2 | Vereinigtes Königreich | -         | Nordkorea              | 01:0     |
| 41    | 01.09.2006, 10:00 Uhr | Fengtai, Feld 1 | Kanada                 | -         | Südafrika              | 12:0     |
| 43    | 01.09.2006, 12:30 Uhr | Fengtai, Feld 1 | Vereinigtes Königreich | -         | Neuseeland             | 02:01    |
| 44    | 01.09.2006, 13:00 Uhr | Fengtai, Feld 2 | Italien                | -         | Nordkorea              | 01:0     |
| 48    | 01.09.2006, 19:30 Uhr | Fengtai, Feld 1 | Volksrepublik China    | -         | Vereinigte Staaten     | 00:02    |
| 50    | 02.09.2006, 10:00 Uhr | Fengtai, Feld 1 | Nordkorea              | -         | Neuseeland             | 00:04    |
| 51    | 02.09.2006, 12:30 Uhr | Fengtai, Feld 1 | Italien                | -         | Vereinigtes Königreich | 03:0     |
| 53    | 02.09.2006, 15:00 Uhr | Fengtai, Feld 1 | Volksrepublik China    | -         | Kanada                 | 01:0     |
| 54    | 02.09.2006, 15:30 Uhr | Fengtai, Feld 2 | Vereinigte Staaten     | -         | Südafrika              | 10:0     |

(Alle Zeiten sind Ortszeit)

##### Gruppe B
In Gruppe B qualifizierten sich nach 28 Spielen die Mannschaften Japan, Australien, Venezuela und Taiwan. Die anderen vier Mannschaften konnten nicht in die nächste Runde einziehen.
| Spiel | Datum                 | Stadion         | Begegnung    | Begegnung | Begegnung    | Ergebnis |
| ----- | --------------------- | --------------- | ------------ | --------- | ------------ | -------- |
| 3     | 27.08.2006, 12:30 Uhr | Fengtai, Feld 1 | Japan        | -         | Taiwan       | 03:0     |
| 6     | 27.08.2006, 15:30 Uhr | Fengtai, Feld 2 | Botswana     | -         | Kolumbien    | 07:0     |
| 7     | 27.08.2006, 19:00 Uhr | Fengtai, Feld 1 | Australien   | -         | Griechenland | 05:01    |
| 8     | 27.08.2006, 19:30 Uhr | Fengtai, Feld 2 | Venezuela    | -         | Niederlande  | 10:06    |
| 9     | 28.08.2006, 10:00 Uhr | Fengtai, Feld 1 | Griechenland | -         | Botswana     | 08:0     |
| 10    | 28.08.2006, 10:30 Uhr | Fengtai, Feld 2 | Australien   | -         | Kolumbien    | 07:0     |
| 13    | 28.08.2006, 15:00 Uhr | Fengtai, Feld 1 | Japan        | -         | Venezuela    | 07:01    |
| 16    | 28.08.2006, 18:00 Uhr | Fengtai, Feld 2 | Taiwan       | -         | Niederlande  | 07:0     |
| 17    | 29.08.2006, 10:00 Uhr | Fengtai, Feld 1 | Japan        | -         | Griechenland | 03:02    |
| 18    | 29.08.2006, 10:30 Uhr | Fengtai, Feld 2 | Botswana     | -         | Niederlande  | 00:11    |
| 22    | 29.08.2006, 15:30 Uhr | Fengtai, Feld 2 | Kolumbien    | -         | Venezuela    | 00:07    |
| 23    | 29.08.2006, 19:00 Uhr | Fengtai, Feld 1 | Australien   | -         | Taiwan       | 09:0     |
| 25    | 30.08.2006, 10:00 Uhr | Fengtai, Feld 1 | Japan        | -         | Niederlande  | 10:0     |
| 26    | 30.08.2006, 10:30 Uhr | Fengtai, Feld 2 | Australien   | -         | Botswana     | 09:0     |
| 28    | 30.08.2006, 13:00 Uhr | Fengtai, Feld 2 | Kolumbien    | -         | Griechenland | 00:07    |
| 31    | 30.08.2006, 19:00 Uhr | Fengtai, Feld 1 | Taiwan       | -         | Venezuela    | 02:03    |
| 33    | 31.08.2006, 10:00 Uhr | Fengtai, Feld 1 | Japan        | -         | Botswana     | 16:0     |
| 37    | 31.08.2006, 15:00 Uhr | Fengtai, Feld 1 | Niederlande  | -         | Griechenland | 00:05    |
| 38    | 31.08.2006, 15:30 Uhr | Fengtai, Feld 2 | Venezuela    | -         | Australien   | 00:09    |
| 39    | 31.08.2006, 19:00 Uhr | Fengtai, Feld 1 | Taiwan       | -         | Kolumbien    | 07:0     |
| 42    | 01.09.2006, 10:30 Uhr | Fengtai, Feld 2 | Kolumbien    | -         | Niederlande  | 00:07    |
| 45    | 01.09.2006, 15:30 Uhr | Fengtai, Feld 2 | Botswana     | -         | Taiwan       | 00:11    |
| 46    | 01.09.2006, 17:00 Uhr | Fengtai, Feld 1 | Australien   | -         | Japan        | 01:02    |
| 47    | 01.09.2006, 18:00 Uhr | Fengtai, Feld 2 | Venezuela    | -         | Griechenland | 03:01    |
| 49    | 02.09.2006, 10:00 Uhr | Fengtai, Feld 1 | Japan        | -         | Kolumbien    | 07:0     |
| 52    | 02.09.2006, 13:00 Uhr | Fengtai, Feld 2 | Botswana     | -         | Venezuela    | 00:15    |
| 55    | 02.09.2006, 19:00 Uhr | Fengtai, Feld 1 | Taiwan       | -         | Griechenland | 08:06    |
| 56    | 02.09.2006, 19:30 Uhr | Fengtai, Feld 2 | Niederlande  | -         | Australien   | 04:02    |

(Alle Zeiten sind Ortszeit)

#### Finalrunde
| Spiel | Datum                 | Stadion         | Begegnung          | Begegnung | Begegnung           | Ergebnis |
| ----- | --------------------- | --------------- | ------------------ | --------- | ------------------- | -------- |
| P1    | 03.09.2006, 10:30 Uhr | Fengtai, Feld 1 | Vereinigte Staaten | -         | Australien          | 11:02    |
| P2    | 03.09.2006, 13:30 Uhr | Fengtai, Feld 1 | Japan              | -         | Volksrepublik China | 01:0     |
| P3    | 03.09.2006, 16:00 Uhr | Fengtai, Feld 1 | Kanada             | -         | Taiwan              | 03:02    |
| P4    | 03.09.2006, 18:30 Uhr | Fengtai, Feld 1 | Venezuela          | -         | Italien             | 01:02    |
| P5    | 04.09.2006, 10:30 Uhr | Fengtai, Feld 1 | Kanada             | -         | Australien          | 02:07    |
| P6    | 04.09.2006, 13:30 Uhr | Fengtai, Feld 1 | Italien            | -         | Volksrepublik China | 01:09    |
| P7    | 04.09.2006, 16:00 Uhr | Fengtai, Feld 1 | Vereinigte Staaten | -         | Japan               | 01:03    |
| P8    | 04.09.2006, 18:30 Uhr | Fengtai, Feld 1 | Australien         | -         | Volksrepublik China | 01:0     |
| P11   | 05.09.2006, 11:30 Uhr | Fengtai, Feld 1 | Italien            | -         | Kanada              | 00:03    |
| P9    | 05.09.2006, 15:00 Uhr | Fengtai, Feld 1 | Australien         | -         | Vereinigte Staaten  | 01:05    |
| P10   | 05.09.2006, 19:00 Uhr | Fengtai, Feld 1 | Vereinigte Staaten | -         | Japan               | 03:0     |

(Alle Zeiten sind Ortszeit)
Nach insgesamt elf Finalrundenspielen qualifizierten sich die Vereinigten Staaten, Japan, Australien und Kanada für den olympischen Wettkampf. Kanada qualifizierte sich als fünftplatzierte Mannschaft, da die Volksrepublik China als Gastgeber der Olympischen Spiele automatisch qualifiziert ist. Die abschließende Rangfolge der Mannschaften bei diesem Wettkampf sieht wie folgt aus:
| 01. Vereinigte Staaten 02. Japan 03. Australien 04. Volksrepublik China | 05. Kanada 06. Italien 07. Venezuela 08. Taiwan | 09. Griechenland 10. Vereinigtes Königreich 11. Neuseeland 12. Niederlande | 13. Nordkorea 14. Botswana 15. Südafrika 16. Kolumbien |

### Amerika
Vom 19. August 2007 bis zum 23. August 2007 fand in Valencia, der drittgrößten Stadt Venezuelas, das amerikanische Qualifikationsturnier mit drei Mannschaften statt. Von diesen qualifizierte sich eine direkt für den Wettbewerb in Peking. Alle Spiele wurden in dem Stadion „Martha Medina“ ausgetragen.

#### Vorrunde
In der Vorrunde spielte jede Mannschaft zwei Mal gegen die anderen beiden Mannschaften. In die Finalrunde kamen so Venezuela und Puerto Rico. In der Finalrunde spielten diese beiden Mannschaften dann zweimal gegeneinander.
| Spiel | Datum                 | Stadion       | Begegnung   | Begegnung | Begegnung   | Ergebnis |
| ----- | --------------------- | ------------- | ----------- | --------- | ----------- | -------- |
| 1     | 19.08.2007, 10:00 Uhr | Martha Medina | Kuba        | -         | Puerto Rico | 03:04    |
| 2     | 19.08.2007, 12:30 Uhr | Martha Medina | Kuba        | -         | Venezuela   | 04:05    |
| 3     | 20.08.2007, 17:00 Uhr | Martha Medina | Venezuela   | -         | Kuba        | 08:06    |
| 4     | 20.08.2007, 19:30 Uhr | Martha Medina | Puerto Rico | -         | Venezuela   | 00:09    |
| 5     | 21.08.2007, 17:00 Uhr | Martha Medina | Puerto Rico | -         | Kuba        | 00:07    |
| 6     | 21.08.2007, 19:30 Uhr | Martha Medina | Venezuela   | -         | Puerto Rico | 06:07    |

(Alle Zeiten sind Ortszeit)

#### Finalrunde
Hätte nach diesen zwei Spielen der Finalrunde kein endgültiger Sieger festgestanden, wäre es am 24. August 2007 um 17:00 Uhr zu einem weiteren Aufeinandertreffen gekommen. Nach zwei Spielen qualifizierte sich aber die Mannschaft aus Venezuela für die Olympischen Spiele in Peking.
| Spiel | Datum                 | Stadion       | Begegnung   | Begegnung | Begegnung   | Ergebnis |
| ----- | --------------------- | ------------- | ----------- | --------- | ----------- | -------- |
| 7     | 22.08.2007, 17:00 Uhr | Martha Medina | Venezuela   | -         | Puerto Rico | 09:0     |
| 8     | 23.08.2007, 17:00 Uhr | Martha Medina | Puerto Rico | -         | Venezuela   | 00:04    |

(Alle Zeiten sind Ortszeit)

### Asien und Ozeanien
Vom 1. Februar 2007 bis zum 6. Februar 2007 fand in Tainan das asiatische und ozeanische Qualifikationsturnier mit sechs Mannschaften statt. Von diesen qualifizierte sich eine direkt für den Wettbewerb in Peking. Alle Spiele wurden in dem Stadion „Tainan“ ausgetragen.

#### Vorrunde
In der Vorrunde spielte jede Mannschaft zwei Mal gegen die anderen fünf Mannschaften. In die Finalrunde kamen so Taiwan und Neuseeland. In der Finalrunde spielten diese beiden Mannschaften dann zweimal gegeneinander.
| Spiel | Datum                 | Stadion | Begegnung   | Begegnung | Begegnung   | Ergebnis |
| ----- | --------------------- | ------- | ----------- | --------- | ----------- | -------- |
| 1     | 01.02.2007, 09:00 Uhr | Tainan  | Singapur    | -         | Philippinen | 02:05    |
| 2     | 01.02.2007, 11:00 Uhr | Tainan  | Neuseeland  | -         | Taiwan      | 03:10    |
| 3     | 01.02.2007, 13:00 Uhr | Tainan  | Südkorea    | -         | Nordkorea   | 00:04    |
| 4     | 01.02.2007, 15:00 Uhr | Tainan  | Taiwan      | -         | Singapur    | 12:02    |
| 5     | 01.02.2007, 17:00 Uhr | Tainan  | Philippinen | -         | Südkorea    | 04:06    |
| 6     | 01.02.2007, 19:00 Uhr | Tainan  | Nordkorea   | -         | Neuseeland  | 02:03    |
| 7     | 02.02.2007, 09:00 Uhr | Tainan  | Nordkorea   | -         | Philippinen | 03:0     |
| 8     | 02.02.2007, 11:00 Uhr | Tainan  | Südkorea    | -         | Taiwan      | 00:07    |
| 9     | 02.02.2007, 13:00 Uhr | Tainan  | Neuseeland  | -         | Singapur    | 11:0     |
| 10    | 02.02.2007, 15:00 Uhr | Tainan  | Taiwan      | -         | Nordkorea   | 05:02    |
| 11    | 02.02.2007, 17:00 Uhr | Tainan  | Philippinen | -         | Neuseeland  | 04:17    |
| 12    | 02.02.2007, 19:00 Uhr | Tainan  | Singapur    | -         | Südkorea    | 00:07    |
| 13    | 03.02.2007, 09:00 Uhr | Tainan  | Neuseeland  | -         | Südkorea    | 09:04    |
| 14    | 03.02.2007, 11:00 Uhr | Tainan  | Philippinen | -         | Taiwan      | 01:05    |
| 15    | 03.02.2007, 13:00 Uhr | Tainan  | Singapur    | -         | Nordkorea   | 01:09    |
| 16    | 03.02.2007, 15:00 Uhr | Tainan  | Taiwan      | -         | Neuseeland  | 08:0     |
| 17    | 03.02.2007, 17:00 Uhr | Tainan  | Philippinen | -         | Singapur    | 14:02    |
| 18    | 03.02.2007, 19:00 Uhr | Tainan  | Nordkorea   | -         | Südkorea    | 09:02    |
| 19    | 04.02.2007, 09:00 Uhr | Tainan  | Südkorea    | -         | Singapur    | 09:0     |
| 20    | 04.02.2007, 11:00 Uhr | Tainan  | Nordkorea   | -         | Taiwan      | 03:04    |
| 21    | 04.02.2007, 13:00 Uhr | Tainan  | Neuseeland  | -         | Philippinen | 06:05    |
| 22    | 04.02.2007, 15:00 Uhr | Tainan  | Taiwan      | -         | Südkorea    | 04:01    |
| 23    | 04.02.2007, 17:00 Uhr | Tainan  | Singapur    | -         | Neuseeland  | 01:10    |
| 24    | 04.02.2007, 19:00 Uhr | Tainan  | Philippinen | -         | Nordkorea   | 00:07    |
| 25    | 05.02.2007, 09:00 Uhr | Tainan  | Nordkorea   | -         | Singapur    | 09:02    |
| 26    | 05.02.2007, 11:00 Uhr | Tainan  | Taiwan      | -         | Philippinen | 03:0     |
| 27    | 05.02.2007, 13:00 Uhr | Tainan  | Südkorea    | -         | Neuseeland  | 05:07    |
| 28    | 05.02.2007, 15:00 Uhr | Tainan  | Singapur    | -         | Taiwan      | 03:06    |
| 29    | 05.02.2007, 17:00 Uhr | Tainan  | Südkorea    | -         | Philippinen | 04:01    |
| 30    | 05.02.2007, 19:00 Uhr | Tainan  | Neuseeland  | -         | Nordkorea   | 02:0     |

(Alle Zeiten sind Ortszeit)

#### Finalrunde
Hätte nach diesen zwei Spielen der Finalrunde kein endgültiger Sieger festgestanden, wäre es am 7. Februar 2007 um 11:00 Uhr zu einem weiteren Aufeinandertreffen gekommen. Nach zwei Spielen qualifizierte sich aber die Mannschaft Taiwans für die Olympischen Spiele in Peking.
| Spiel | Datum                 | Stadion | Begegnung | Begegnung | Begegnung  | Ergebnis |
| ----- | --------------------- | ------- | --------- | --------- | ---------- | -------- |
| 31    | 06.02.2007, 11:00 Uhr | Tainan  | Taiwan    | -         | Neuseeland | 08:0     |
| 32    | 06.02.2007, 15:00 Uhr | Tainan  | Taiwan    | -         | Neuseeland | 09:07    |

(Alle Zeiten sind Ortszeit)

### Europa und Afrika
Vom 9. Juni 2007 bis zum 16. Juni 2007 fand in norditalienischen Stadt Triest das europäische und afrikanische Qualifikationsturnier mit elf Mannschaften statt. Von diesen qualifizierte sich eine direkt für den Wettbewerb in Peking. Die Spiele wurden in den drei Stadien „Staranzano“, „Castions“ und „Ronchi“ ausgetragen.

#### Vorrunde

##### Gruppe A
In Gruppe A sollte ursprünglich auch Israel teilnehmen, dies zog ihre Mannschaft jedoch vor Turnierbeginn zurück. Südafrika trat zu ihrem ersten Spiel gegen Kroatien nicht an, wodurch es mit 7:0 für ihren Gegner gewertet wurde. Nach insgesamt zehn Spielen qualifizierten sich die Mannschaften aus Italien, der Niederlande, Kroatien und Südafrika für die Finalrunde.
| Spiel | Datum                 | Stadion    | Begegnung   | Begegnung | Begegnung | Ergebnis |
| ----- | --------------------- | ---------- | ----------- | --------- | --------- | -------- |
| 2     | 09.06.2007, 12:00 Uhr | Staranzano | Niederlande | -         | Slowakei  | 14:0     |
| 4     | 09.06.2007, abgesagt  | Staranzano | Kroatien    | -         | Südafrika | 07:0     |
| 7     | 10.06.2007, 17:30 Uhr | Castions   | Slowakei    | -         | Südafrika | 02:10    |
| 9     | 11.06.2007, 11:00 Uhr | Ronchi     | Niederlande | -         | Italien   | 00:03    |
| 12    | 11.06.2007, 17:30 Uhr | Ronchi     | Kroatien    | -         | Slowakei  | 10:09    |
| 14    | 11.06.2007, 20:00 Uhr | Ronchi     | Italien     | -         | Südafrika | 04:01    |
| 17    | 12.06.2007, 17:30 Uhr | Castions   | Niederlande | -         | Südafrika | 05:0     |
| 19    | 12.06.2007, 20:00 Uhr | Castions   | Italien     | -         | Kroatien  | 15:0     |
| 22    | 13.06.2007, 17:30 Uhr | Ronchi     | Niederlande | -         | Kroatien  | 12:01    |
| 24    | 13.06.2007, 20:00 Uhr | Ronchi     | Italien     | -         | Slowakei  | 20:0     |

(Alle Zeiten sind Ortszeit)

##### Gruppe B
In Gruppe B trat die Mannschaft aus Nigeria zu keinem ihrer Spiele an, wodurch diese mit 7:0 für ihre Gegner gewertet wurden. Nach insgesamt 15 Spielen qualifizierten sich die Mannschaften aus Griechenland, Tschechien, dem Vereinigten Königreich und Russland für die Finalrunde.
| Spiel | Datum                 | Stadion    | Begegnung              | Begegnung | Begegnung              | Ergebnis |
| ----- | --------------------- | ---------- | ---------------------- | --------- | ---------------------- | -------- |
| 1     | 09.06.2007, abgesagt  | Ronchi     | Griechenland           | -         | Nigeria                | 07:0     |
| 3     | 09.06.2007, 12:00 Uhr | Ronchi     | Russland               | -         | Tschechien             | 01:02    |
| 5     | 09.06.2007, 14:30 Uhr | Ronchi     | Bulgarien              | -         | Vereinigtes Königreich | 00:12    |
| 6     | 10.06.2007, abgesagt  | Staranzano | Tschechien             | -         | Nigeria                | 07:0     |
| 8     | 10.06.2007, 17:30 Uhr | Staranzano | Griechenland           | -         | Bulgarien              | 15:0     |
| 10    | 10.06.2007, 20:00 Uhr | Staranzano | Russland               | -         | Vereinigtes Königreich | 03:06    |
| 11    | 11.06.2007, 17:30 Uhr | Castions   | Russland               | -         | Bulgarien              | 15:0     |
| 13    | 11.06.2007, abgesagt  | Castions   | Vereinigtes Königreich | -         | Nigeria                | 07:0     |
| 15    | 11.06.2007, 20:00 Uhr | Castions   | Griechenland           | -         | Tschechien             | 07:03    |
| 16    | 12.06.2007, 17:30 Uhr | Staranzano | Tschechien             | -         | Vereinigtes Königreich | 08:01    |
| 18    | 12.06.2007, abgesagt  | Staranzano | Bulgarien              | -         | Nigeria                | 07:0     |
| 20    | 12.06.2007, 20:00 Uhr | Staranzano | Russland               | -         | Griechenland           | 01:07    |
| 21    | 13.06.2007, 17:30 Uhr | Castions   | Tschechien             | -         | Bulgarien              | 12:0     |
| 23    | 13.06.2007, abgesagt  | Castions   | Russland               | -         | Nigeria                | 07:0     |
| 25    | 13.06.2007, 20:00 Uhr | Castions   | Griechenland           | -         | Vereinigtes Königreich | 09:06    |

(Alle Zeiten sind Ortszeit)

#### Finalrunde
| Spiel | Datum                 | Stadion    | Begegnung              | Begegnung | Begegnung              | Ergebnis |
| ----- | --------------------- | ---------- | ---------------------- | --------- | ---------------------- | -------- |
| 26    | 14.06.2007, 12:30 Uhr | Staranzano | Russland               | -         | Kroatien               | 06:0     |
| 27    | 14.06.2007, 15:00 Uhr | Staranzano | Vereinigtes Königreich | -         | Südafrika              | 08:01    |
| 28    | 14.06.2007, 17:30 Uhr | Staranzano | Griechenland           | -         | Niederlande            | 02:08    |
| 29    | 14.06.2007, 20:00 Uhr | Staranzano | Tschechien             | -         | Italien                | 00:02    |
| 30    | 15.06.2007, 12:30 Uhr | Ronchi     | Tschechien             | -         | Russland               | 03:02    |
| 31    | 15.06.2007, 15:00 Uhr | Ronchi     | Griechenland           | -         | Vereinigtes Königreich | 03:0     |
| 32    | 15.06.2007, 17:30 Uhr | Ronchi     | Niederlande            | -         | Italien                | 04:07    |
| 33    | 15.06.2007, 20:00 Uhr | Ronchi     | Tschechien             | -         | Griechenland           | 05:02    |
| 34    | 16.06.2007, 12:00 Uhr | Ronchi     | Niederlande            | -         | Tschechien             | 09:06    |
| 35    | 16.06.2007, 15:15 Uhr | Ronchi     | Italien                | -         | Niederlande            | 02:03    |

(Alle Zeiten sind Ortszeit)
Nach insgesamt zehn Finalrundenspielen qualifizierte sich die Mannschaft aus den Niederlanden für den olympischen Wettkampf. Die abschließende Rangfolge der Mannschaften bei diesem Wettkampf sieht wie folgt aus:
| 01. Niederlande 02. Italien 03. Tschechien | 04. Griechenland 05. Vereinigtes Königreich 05. Russland | 07. Kroatien 07. Südafrika 09. Bulgarien | 09. Slowakei 11. Nigeria |

## Olympischer Wettbewerb

### Medaillengewinnerinnen
| Platz | Land | Spielerinnen |
| ----- | ---- | --- |
| 1     | JPN  | 2 Yukiyo Mine, 3 Rei Nishiyama, 4 Masumi Mishina, 5 Ayumi Karino, 7 Motoko Fujimoto, 8 Megu Hirose, 10 Sachiko Itō, 11 Eri Yamada, 14 Mika Someya, 16 Naho Emoto, 17 Yukiko Ueno, 21 Hiroko Sakai, 23 Emi Inui, 24 Rie Satō, 25 Satoko Mabuchi, Coach Haruka Saito                                     |
| 2     | USA  | 2 Jessica Mendoza, 3 Lovieanne Jung, 6 Crystl Bustos, 8 Cat Osterman, 11 Tairia Flowers, 12 Kelly Kretschman, 14 Monica Abbott, 19 Victoria Galindo, 26 Caitlin Lowe, 27 Jennie Finch, 28 Andrea Duran, 29 Natasha Watley, 33 Stacey Nuveman, 37 Lauren Lappin, 44 Laura Berg, Coach Mike Candrea      |
| 3     | AUS  | 4 Danielle Stewart, 5 Melanie Roche, 6 Natalie Ward, 7 Tanya Harding, 8 Sandy Allen-Lewis, 9 Tracey Mosley, 11 Justine Smethurst, 14 Kerry Wyborn, 16 Stacey Porter, 18 Kylie Cronk, 21 Natalie Titcume, 23 Kelly Hardie, 24 Belinda Wright, 26 Simmone Morrow, 27 Jodie Bowering, Coach Fabian Barlow |

### Vorrunde
| Spiel      | Datum                 | Stadion                 | Begegnung           | Begegnung | Begegnung           | Ergebnis |
| ---------- | --------------------- | ----------------------- | ------------------- | --------- | ------------------- | -------- |
| 1          | 12.08.2008, 09:30 Uhr | Fengtai-Softballstadion | Taiwan              | -         | Kanada              | 1:6      |
| 2          | 12.08.2008, 12:00 Uhr | Fengtai-Softballstadion | Venezuela           | -         | Vereinigte Staaten  | 0:11 (5) |
| 3          | 12.08.2008, 17:00 Uhr | Fengtai-Softballstadion | Niederlande         | -         | Volksrepublik China | 2:10     |
| 4          | 12.08.2008, 19:30 Uhr | Fengtai-Softballstadion | Japan               | -         | Australien          | 4:3      |
| 5          | 13.08.2008, 09:30 Uhr | Fengtai-Softballstadion | Venezuela           | -         | Volksrepublik China | 1:7      |
| 6          | 13.08.2009, 12:00 Uhr | Fengtai-Softballstadion | Vereinigte Staaten  | -         | Australien          | 3:0      |
| 7          | 13.09.2008, 17:00 Uhr | Fengtai-Softballstadion | Taiwan              | -         | Japan               | 1:2      |
| 8          | 13.08.2009, 19:30 Uhr | Fengtai-Softballstadion | Niederlande         | -         | Kanada              | 2:9 (6)  |
| 9          | 14.08.2008, 09:30 Uhr | Fengtai-Softballstadion | Volksrepublik China | -         | Australien          | 1:3      |
| 10         | 15.08.2008, 14:45 Uhr | Fengtai-Softballstadion | Kanada              | -         | Vereinigte Staaten  | 1:8      |
| 11         | 14.08.2008, 17:00 Uhr | Fengtai-Softballstadion | Japan               | -         | Niederlande         | 3:0      |
| 12         | 14.08.2008, 19:30 Uhr | Fengtai-Softballstadion | Taiwan              | -         | Venezuela           | 3:0      |
| 13         | 15.08.2008, 09:30 Uhr | Fengtai-Softballstadion | Volksrepublik China | -         | Kanada              | 0:1      |
| 14         | 15.08.2008, 12:00 Uhr | Fengtai-Softballstadion | Japan               | -         | Vereinigte Staaten  | 0:7 (5)  |
| 15         | 15.08.2008, 17:00 Uhr | Fengtai-Softballstadion | Taiwan              | -         | Australien          | 1:3      |
| 16         | 15.08.2008, 19:30 Uhr | Fengtai-Softballstadion | Venezuela           | -         | Niederlande         | 8:0 (5)  |
| 17         | 16.08.2008, 09:30 Uhr | Fengtai-Softballstadion | Volksrepublik China | -         | Japan               | 0:3      |
| 18         | 16.08.2008, 12:00 Uhr | Fengtai-Softballstadion | Vereinigte Staaten  | -         | Taiwan              | 7:0 (5)  |
| 19         | 16.08.2008, 17:00 Uhr | Fengtai-Softballstadion | Niederlande         | -         | Australien          | 0:8      |
| 20         | 16.08.2008, 19:30 Uhr | Fengtai-Softballstadion | Venezuela           | -         | Kanada              | 2:0      |
| 21         | 17.08.2008, 09:30 Uhr | Fengtai-Softballstadion | Volksrepublik China | -         | Taiwan              | 1:2      |
| 22         | 17.08.2008, 12:00 Uhr | Fengtai-Softballstadion | Japan               | -         | Venezuela           | 5:2      |
| 23         | 17.08.2008, 17:00 Uhr | Fengtai-Softballstadion | Kanada              | -         | Australien          | 0:4      |
| 24         | 17.08.2008, 19:30 Uhr | Fengtai-Softballstadion | Vereinigte Staaten  | -         | Niederlande         | 8:0 (5)  |
| 25         | 18.08.2008, 09:30 Uhr | Fengtai-Softballstadion | Niederlande         | -         | Taiwan              | 4:2      |
| 26         | 18.08.2008, 12:00 Uhr | Fengtai-Softballstadion | Vereinigte Staaten  | -         | Volksrepublik China | 9:0 (5)  |
| 27         | 18.08.2008, 17:00 Uhr | Fengtai-Softballstadion | Kanada              | -         | Japan               | 0:6      |
| 28         | 18.08.2008, 19:30 Uhr | Fengtai-Softballstadion | Venezuela           | -         | Australien          | 2:9 (5)  |
| 19.08.2008 | 19.08.2008            | Ruhetag                 | Ruhetag             | Ruhetag   | Ruhetag             | Ruhetag  |

(Alle Zeiten sind Ortszeit)

### Finalrunde
Die Finalspiele wurden im Page-Playoff-System ausgetragen.
|  | Halbfinale (semi-final) | Halbfinale (semi-final) | Halbfinale (semi-final) |   |       | Spiel um Bronze (final) | Spiel um Bronze (final) | Spiel um Bronze (final) |   |  | Finale (grand final) | Finale (grand final) | Finale (grand final) |
|  |                         |                         |                         |   |       |                         |                         |                         |   |  |                      |                      |                      |
|  | 1                       | Vereinigte Staaten      | 41                      |   |       |                         |                         |                         |   |  |                      |                      |                      |
|  | 2                       | Japan                   | 1                       |   |       |                         |                         |                         |   |  | Vereinigte Staaten   | 1                    |                      |
|  | 2                       | Japan                   | 1                       |   | Japan | 42                      |                         |                         |   |  | Vereinigte Staaten   | 1                    |                      |
|  |                         |                         |                         |   | Japan | 42                      |                         | Japan                   | 3 |  |                      |                      |                      |
|  |                         |                         | Australien              | 3 |       |                         |                         | Japan                   | 3 |  |                      |                      |                      |
|  | 3                       | Australien              | Australien              | 3 | 5     |                         |                         |                         |   |  |                      |                      |                      |
|  | 3                       | Australien              |                         |   |       |                         |                         |                         |   |  |                      |                      |                      |
|  | 4                       | Kanada                  | 3                       |   |       |                         |                         |                         |   |  |                      |                      |                      |

1 in 9 Innings

2 in 12 Innings

(Alle Zeiten sind Ortszeit)